# IPhone 5
iPhone 5 šesta je generacija Appleovog smartphonea koji je nasljedio iPhone 4S. Službeno je najavljen 12. rujna 2012. na tiskarskoj konferenciji. U odnosu na prethodnike, iPhone 5 donosi velike izmjene u dizajnu. Za razliku od svog staklenog prethodnika, izrađen je od aluminija pa je tanji i lakši. Jedna od velikih razlika je i veličina ekrana koja je povećana s dosadašnjih 3,5 inča na 4 inča. iPhone 5 donosi i novi Lightning priključak koji je od prijašnjeg priključka manji i praktičniji, podršku za LTE i Apple A6 SoC. Novu 8 megapikselnu stražnju kameru proizvodi Sony.
Apple je počeo primati predbilježbe za iPhone 5 14. rujna 2012. - dva dana nakon službene najave. Unutar 24 sata zaprimio je više od dva milijuna predbilježbi. Proizvodnja iPhonea 5 završila je nepunih godinu dana nakon najave, 10. rujna 2013. najavom nasljednika  iPhonea 5s i  iPhonea 5c.

## Hardver
iPhone 5 koristi Apple A6 system on chip (SoC) koji je 22% manji i koristi manje energije od prethodnika Apple A5. Sastoji se od dvojezgrenog procesora takta 1.3 GHz, 1  GB RAM-a i trojezgrenog GPU-a PowerVR SGX543MP4 takta 266 MHz. iPhone 5 dolazi u izdanjima od 16, 32 i 64 GB kao i prethodnik - iPhone 4S. iPhone 5 ne podržava memorijske kartice.
Dostupan je u dvije boje - crnoj i bijeloj. Nova 8 megapikselna stražnja kamera koju proizvodi Sony donosi poboljšane performanse u uvjetima sa slabim osvjetljenjem i 40% brže slikanje nego kamera na iPhoneu 4S, iako u uvjetima s jakim izvorom svjetla fotografije poprimaju slabu ljubičastu nijansu. 
Prednja FaceTime kamera ima rezoluciju od 1,2 megapiksela (1280 x 960 piksela - omjer stranica 4:3) fotografije i videozapise u HD rezoluciji od 720p. Stražnja iSight kamera, snima 8 megapikselne (3264x2448 piksela - omjer stranica 4:3) fotografije i videozapise u HD rezoluciji (1080p). 
Litij-polimer baterija kapaciteta 1440 mAh je ugrađena pa se bez intervencije servisera ne može promijeniti. 
Novi 4 inčni Retina ekran rezolucije 1136x640 piksela omjera je 16:9. Gustoća piksela jednaka je onoj na prethodniku, 326 piksela po inču. Povećanje dijagonale za 0,5 inča omogućuje dodavanje dodatnog šestog reda ikona na početnom ekranu u odnosu na pet reda na prethodnicima s dijagonalom od 3,5 inča. Kako su sve aplikacije prije izlaska iPhonea 5 pravljene za 3,5 inčne ekrane u omjeru 4:3, prvih nekoliko tjedana aplikacije neprilagođene za novi ekran sadržavale su crne obrube iznad i ispod sučelja aplikacije.
Zbog problema s tipkom za uključivanje na modelima proizvedenim prije ožujka 2013., 28. travnja 2014. Apple je započeo program besplatne zamjene te tipke na modelima zahvaćenim tim problemom.
iPhone 5 donio je i novi Lightning priključak koji je zamijenio 30-pinski priključak s ranijih modela. 80% je manji od 30-pinskog što je omogućilo dodatno stanjenje iPhonea.
Metalni okvir iPhonea 5 načinjen je od aluminija, za razliku od okvira od nehrđajućeg čelika s iPhonea 4 i iPhonea 4S. Zbog ove je promjene iPhone 5 18% tanji i 20% lakši od prethodnika. iPhone 5 "debeo" je 7.6  mm pa je Apple tvrdio da je to najtanji smartphone na svijetu. Kineski Oppo ubrzo je opovrgnuo to jer je njihov Oppo Finder "debeo" svega 6.65 mm. iPhone 5 težak je 112 grama.

## Softver
iPhone koristi iOS kao svoj operacijski sustav. iPhone 5 dolazi s predinstaliranim iOS-om 6 koji je pušten u javnost 19. rujna 2012. iOS 6 donosi nove ili ažurirane aplikacije. Apple Maps zamjenjuje Google Maps, iako prima  oštre kritike. Pomoću aplikacije Passbook, iOS može spremiti kupone, ulaznice, karte i slično koje korisnik po potrebi može iskoristiti. Passbook može obavjestiti korisnika ako je u blizi određene trgovine za koju ima kupon. Passbook omogućuje i plaćanje na podržanim prodajnim mjestima koja imaju posebne čitače. 
U iOS-u 6 Facebook je integriran u mnoge sistemske aplikacije kao što su Kalendar, App Store, Fotografije, itd. U aplikaciju Fotografije integrirana je podrška za dijeljenje fotografija na Facebooku, Twitteru i Sina Weibou.
iPhone 5 se može ažurirati do inačice iOS-a 10.3.4.

## Recenzije

### Kritički osvrti
iPhone 5 uglavnom je primao pozitivne recenzije komentatora i  recenzenta. Tim Stevens iz Engadgeta pohvalio je novi ekran iPhonea 5. Engadget se slaže da je Apple ispunio većinu obećanja koje je naveo na web stranici. Stevens je kritizirao novi priključak zbog kojeg su mnogi dodatci nekompatibilni s iPhoneom 5 iako je LA Times izjavio da je to bila nužna promjena kako bi novi iPhone bio tanji. David Pogue iz The New York Times-a pohvalio je Lightning priključak zbog njegovih dimenzija. Novi ekran je opisao kao dobru, ali ne i revolucionarnu promjenu.

### Kritike
Recenzenti i komentatori kritizirali su novu Maps aplikaciju koja je zamijenila Google Maps. Prema izjavama, Maps aplikacija sadrži nekvalitetne satelitske snimke, pogrešno usmjerava korisnika, spomenike i različita obilježja označava na pogrešnim mjestima, itd. Devet dana nakon puštanja Apple Maps aplikacije u javnost, Apple se ispričao korisnicima zbog frustracija i preporučio da koriste alternativne kartografske aplikacije.

## Proizvodnja
Procijenjen trošak na komponente i proizvodnju iPhonea 5 je 207 američkih dolara što je 19 dolara više nego trošak na iPhone 4S. Sam LTE modul iPhonea 5 košta 10 dolara više nego mrežni modul iPhonea 4S. Četiri inčni ekran iPhonea 5 košta 7 dolara više nego 3,5 inčni ekran iPhonea 4S. Prema Mashableu, prihod na prodaji pojedinog iPhonea 5 je ogroman jer se (u SAD-u) prodavao za 649 dolara.

### Štrajk radnika
China Labor Watch, nevladina organizacija iz New Yorka, izvjestila je kako je 5. listopada 2012. tri do četiri tisuće Foxconnovih radnika, koji rade na proizvodnji iPhonea 5, prestalo raditi. Štrajk je nastao zbog Appleovih postroženih standarda kvalitete, a i zbog tjeranja na rad na državni praznik. Izvješće je navelo kako trening radnika nije bio dovoljan za održavanje tih stnadarda kvalitete. Foxconnov glasnogovornik je potvrdio kako postoji problem u mikromenadžmentu, ali je i rekao da je štrajkalo samo između 300 i 400 radnika te kako štrajk nije utjecao na proizvodnju.